# Еміліо Агінальдо

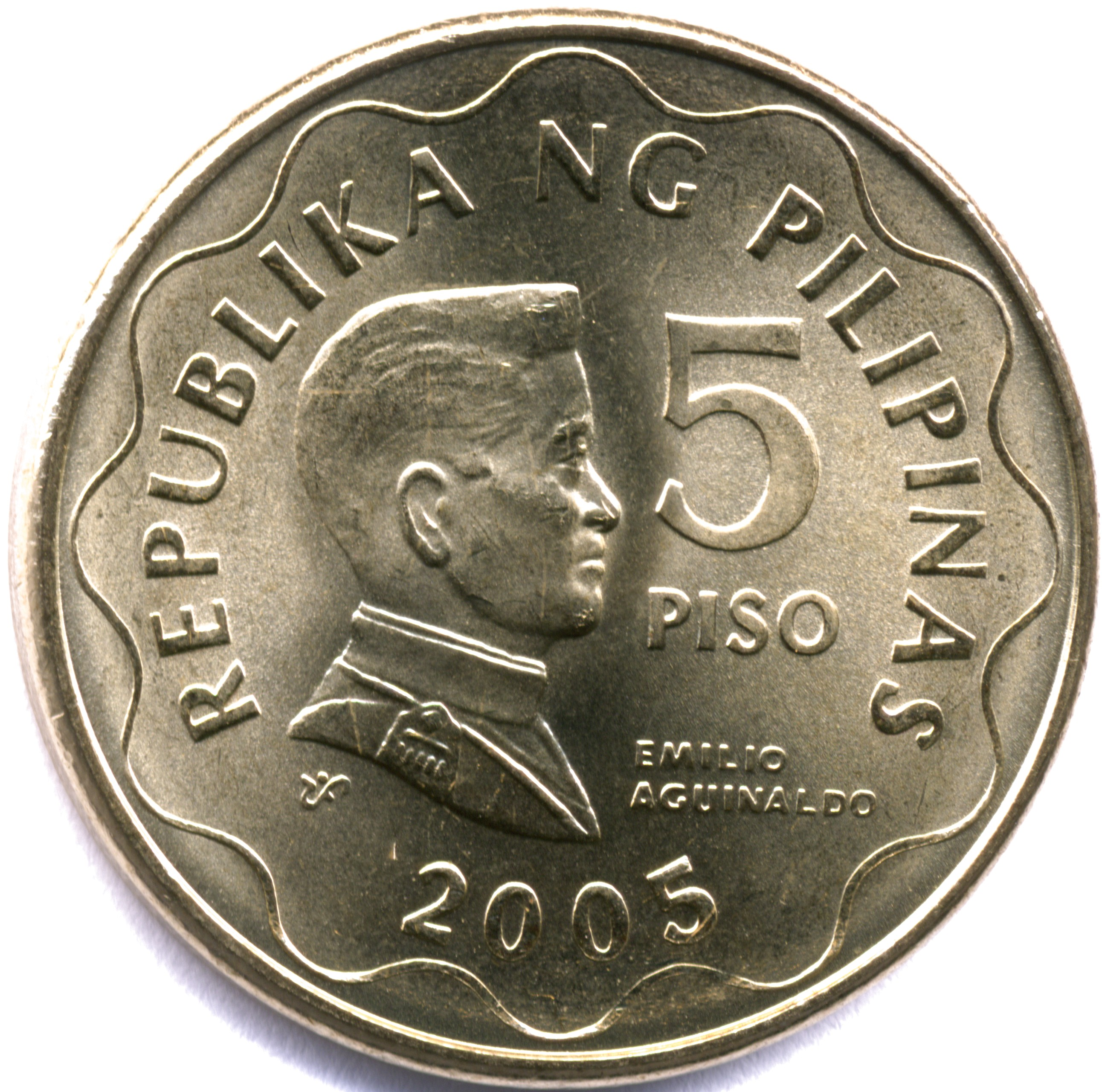
Еміліо Агінальдо на філіппінській монеті в 5 песо 1998 року

Еміліо Агінальдо-і-Фамі (ісп. Emilio Aguinaldo y Famy; 22 березня 1869 — 6 лютого 1964) — філіппінський політичний і державний діяч, генерал, перший президент Філіппінської республіки. Під час повстання проти іспанців, що розпочалося в 1896 році, був лідером заможнішої частини повстанців. У 1897 році став президентом створеної повсталими Верховної урядової ради, але того ж року пішов на примирення з іспанцями уклавши так званий Біакнабатський договір, закликав до припинення збройної боротьби та залишив Філіппіни. Коли розпочалася іспано-американська війна, знову приєднався до повстання і став головою уряду та головнокомандувачем. З 1899 року — президент Філіппінської республіки, очолював її якраз під час війни проти американських військ. Був прихильником компромісу з США. У 1901 році потрапив у полон до американців, заприсягнув у вірності США та закликав народ припинити боротьбу проти американців. З того часу не відігравав значних ролей в політичному житті країни. У 1942—1944 роках був членом маріонеткової Державної ради, створеної японцями.